# Kielschnegel
Die Nacktschnecken-Familie der Kielschnegel (lat. Milacidae) gehört zur Ordnung der Lungenschnecken.

## Merkmale
Die Arten der Familie sind mittelgroß bis sehr groß mit einem gut entwickelten Kiel. Der Mantelschild ist verhältnismäßig kurz und meist weniger als ein Drittel der Gesamtkörperlänge. Er zeigt kein konzentrisches Muster, sondern nur feine, unregelmäßig verteilte Warzen. Das Gehäuse ist stark reduziert und nur noch plattig mit ovalem Umriss. Es wird vom Mantel umschlossen.

## Verbreitung
Der Schwerpunkt der Verbreitung liegt in Südwesteuropa. Einige Arten kommen aber auch in West- und Mitteleuropa vor. Einige Arten sind inzwischen auch auf andere Kontinente verschleppt.

## Systematik
Zur Familie der Kielschnegel gehören die beiden Gattungen Tandonia und Milax mit zusammen etwa 20 Spezies. Speziell bei der Gattung Tandonia ist bei einigen Arten noch unklar, ob sie nicht miteinander identisch sind. Die Gattung Milax wird von manchen Autoren in die zwei Untergattungen Milax (Milax) und Milax (Micromilax) Hesse, 1926 unterteilt.
- Milax[2][3]
  - Dunkler Kielschnegel (Milax gagates)
  - Schwarzer Kielschnegel (Milax nigricans)
  - Milax aegaeicus
  - Milax altenai
- Tandonia (Auswahl)[4][5]
  - Tandonia baldensis
  - Boden-Kielschnegel[6] (auch Grüner Kielschnegel)[7] (Tandonia budapestensis)
  - Ehrmanns Kielschnegel (Tandonia ehrmanni)
  - Großer Kielschnegel (Tandonia rustica)
  - Gelbstreifiger Kielschnegel (Tandonia sowerbyi)
  - Tandonia nigra
  - Tandonia robici